# HTML5 audio
HTML5 audio je HTML prvek zahrnutý ve specifikaci HTML5. Slouží k přehrávání zvuku či hudby.

## Atributy
| Atribut  | Možné hodnoty      | Popis                                                          |
| -------- | ------------------ | -------------------------------------------------------------- |
| autoplay | autoplay           | Určí, že se má záznam ihned po načtení začít přehrávat         |
| controls | controls           | Určí, že má prohlížeč zobrazit ovládací tlačítka               |
| loop     | loop               | Slouží k automatickému přehrávání od začátku ihned po skončení |
| preload  | auto metadata none | Specifikuje, jak by se mělo audio načíst                       |
| src      | URL                | Specifikuje URL audio souboru                                  |

## Příklad
Následující úryvek HTML5 kódu vloží do webové stránky přehrávač zvuku ve formátu ogg s odkazem na stažení souboru pro starší prohlížeče a se zobrazením ovládacích tlačítek.
```
<
audio
 
src
=
"audio.ogg"
 
controls
>

 
<
p
>
Zvuk si lze 
<
a
 
href
=
"audio.ogg"
>
stáhnout
</
a
>
.
</
p
>

</
audio
>

```